# Route nationale 20 (Argentine)
Pour les articles homonymes, voir Route nationale 20.

Tracé actuel de la route nationale 20 argentine en rouge. L'ancien tracé est en vert.

La route nationale 20 est une route argentine, qui traverse les provinces de Córdoba, San Luis et San Juan, reliant Córdoba au niveau de la route nationale 9 à San Juan au niveau de la route nationale A014. Elle a une longueur totale de 582 km.
La route est interrompue deux fois autour de Malagueño et autour de Villa Dolores.

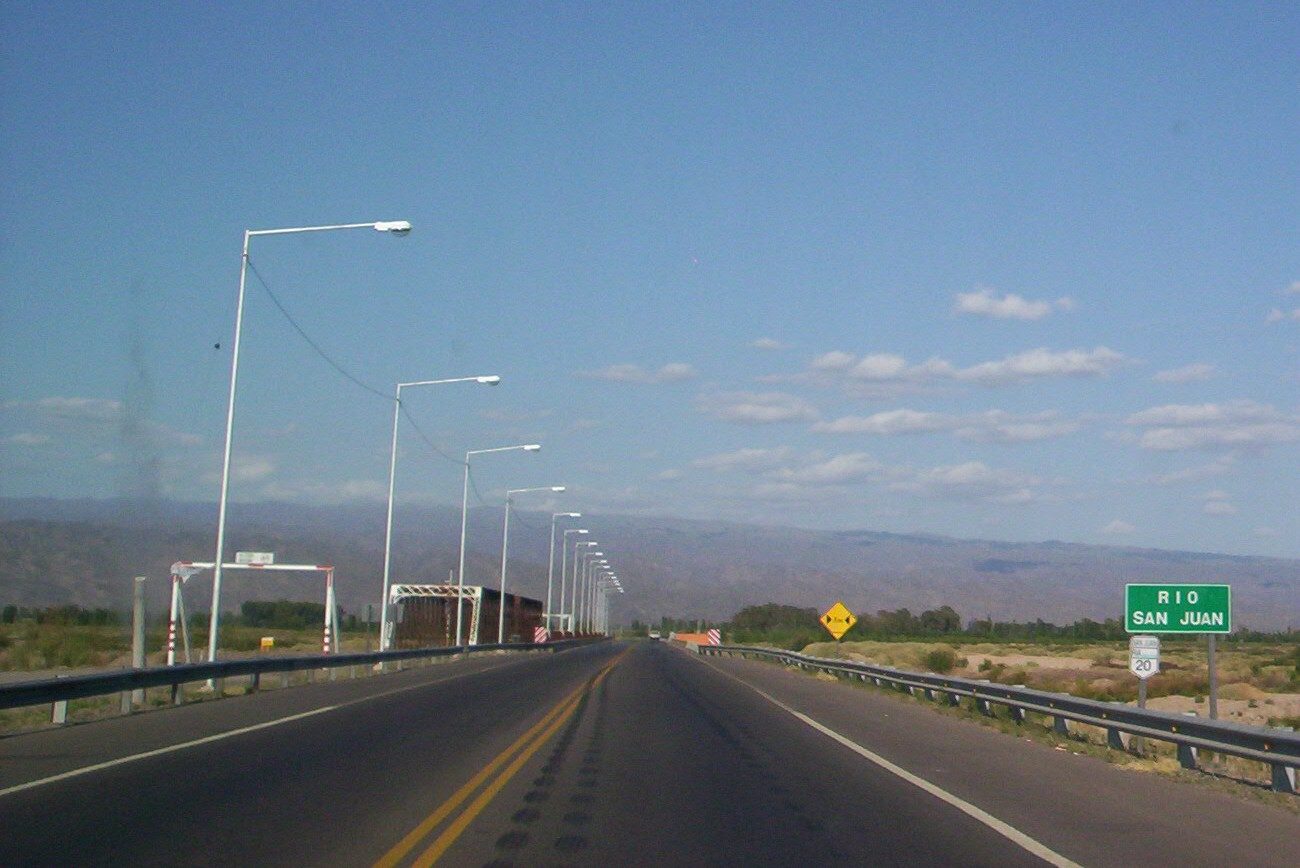
La route 20 traversant le río San Juan.
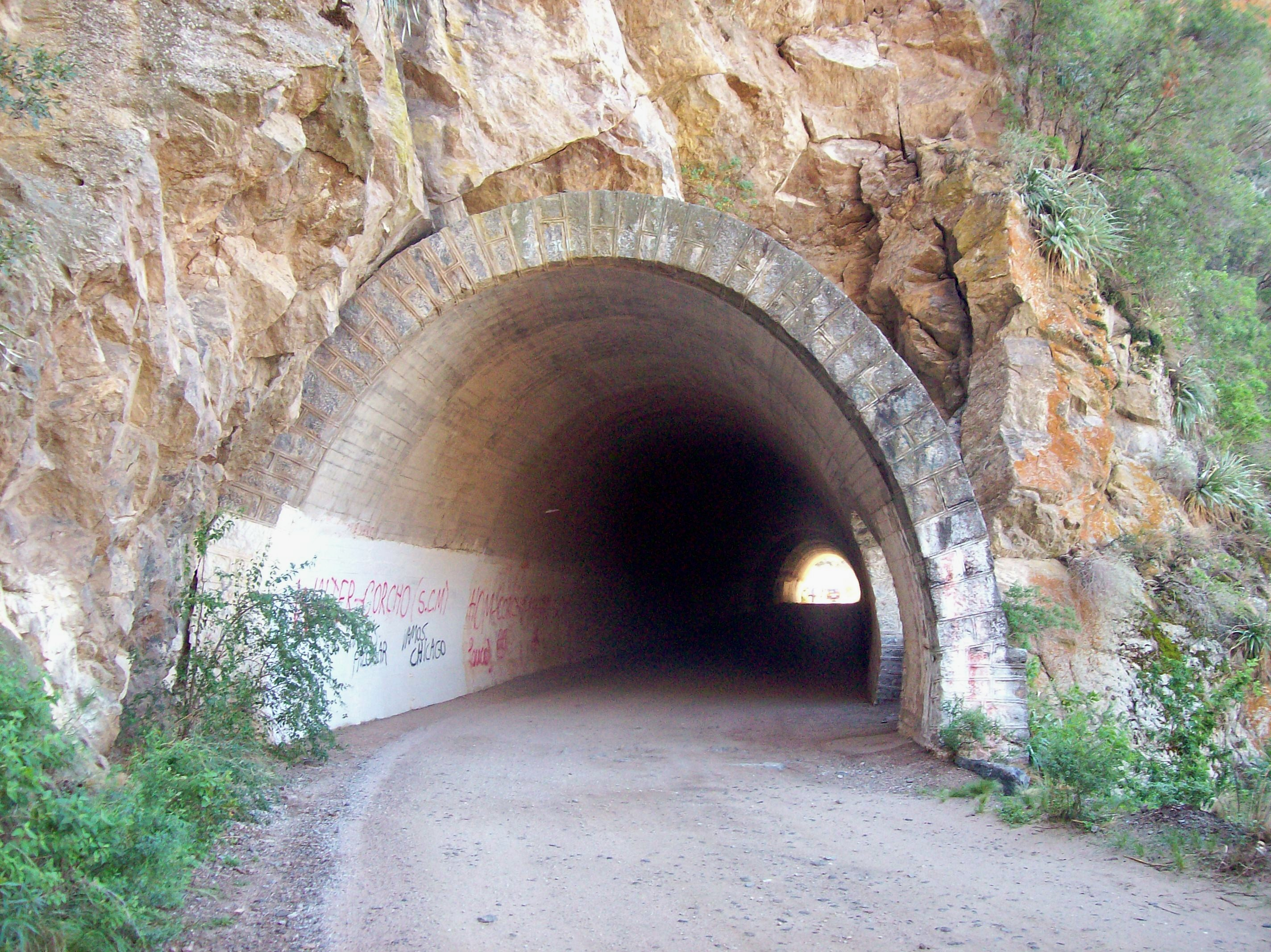
La route 20 traversant un tunnel créé en 1930.